# Comercio silencioso

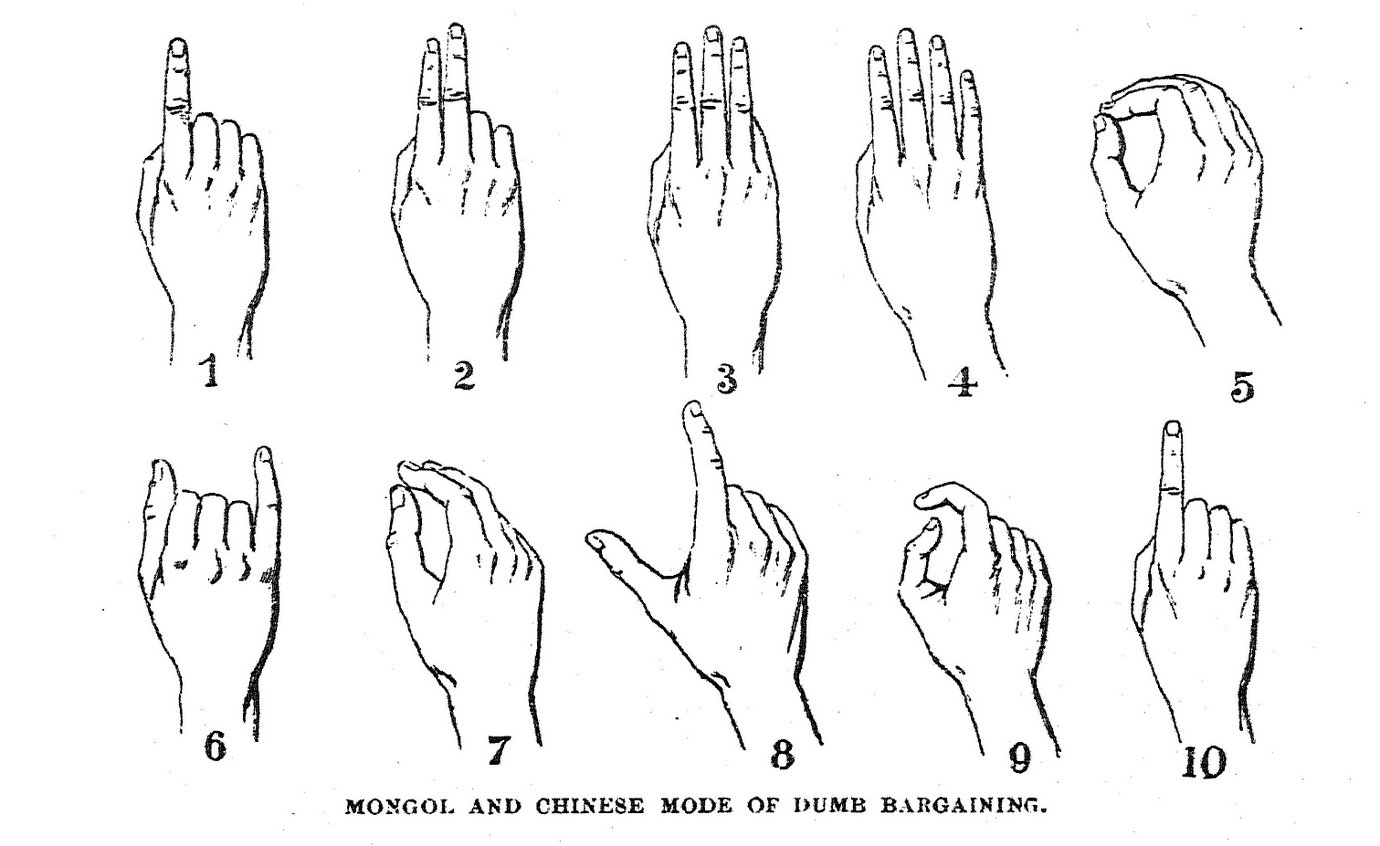
Modo chino y mongol de negocio mudo

Comercio silencioso, también conocido como trueque silencioso, trueque tonto o comercio de depósito, es un método por el cual los comerciantes, que no son capaces de hablar la lengua del otro, pueden comerciar sin hablar. El grupo de comerciantes A dejaría los bienes de comercio en una posición destacada y lo haría señalar mediante un gong, fuego o tambor, por ejemplo. El grupo de comerciantes B llegaría al lugar, examinaría los bienes y entonces depositaría o sus propios bienes o el dinero por el cual quiere intercambiarlo. El grupo de comerciantes A regresaría y bien aceptaría la operación tomando los productos del comerciante B o retirándolos para que el comerciante B agregue, o modifique los bienes para crear un valor igual. La operación finaliza cuando el grupo A acepta la oferta del grupo B, llevándose los productos ofrecidos, y el grupo B se lleva los del grupo A.
Este sistema fue utilizado en muchas partes del África antigua. El comercio silencioso se utilizó durante el periodo del 500 al 1500.[cita requerida]Esta práctica se estableció también entre las tribus en África en su comercio con India. Cosmas Indicopleustes describe esto practicado en Azania, donde oficiales de Axum compraban oro con ternera. El Príncipe Enrique el Navegante de Portugal grabó esta práctica cuándo ocupó Ceuta en 1415.
La mina de oro de África Occidental al sur de Sahel, estuvo comerciado con sal de mina en el desierto. La gente de Sahel necesitaba sal del desierto para sazonar y preservar su comida y el oro, obviamente, tenía su valor, especialmente en el comercio con los europeos. Debido a este comercio, las ciudades crecieron y florecieron y las zonas de la parte oeste de África se convirtieron en centros de comercio. El África  occidental produjo cantidades grandes de oro hasta aproximadamente el año 1500 a. C. El intercambio y comunicación de oro por sal fue llevada a cabo mediante la utilización de tambores.
El comercio silencioso podría haber sido utilizado debido a la incapacidad de hablar la lengua de los otros comerciantes o para proteger los secretos de la procedencia del valioso oro y la sal.
El trueque silencioso ha sido utilizado desde tiempos antiguos, como el Imperio de Ghana. Los comerciantes de sal Ghana dejaban libras de sal por el río Níger y los comerciantes de oro dejaban una cantidad justa de oro.

## Procedimiento
Para realizar el comercio silencioso, un grupo de comerciantes iría a una ubicación concreta, dejaría sus bienes comerciales y luego se retiraría una distancia. Entonces tocaría un tambor para señalar a los otros comerciantes que se está produciendo un comercio silencioso. El otro grupo de comerciantes se aproximaría e inspeccionaría los bienes (la mayoría generalmente sal u oro). Si los bienes se aprueban, entonces el segundo grupo tomaría los bienes y dejaría sus bienes propios a cambio, y se iría. Este sistema se usó en particular en la antigua Ghana. Se ha utilizado también entre los kushitas y los aksumitas.
El historiador griego Heródoto escribió sobre el comercio de oro con Ghana y Cartago: 
"Los cartagineses también nos dicen que comercian con una raza de hombres en una región de Libia más allá de las Columnas de Hércules. Al arribar a estas tierras, desembarcan sus mercancías y las disponen ordenadamente a lo largo de la playa. Luego, regresan a sus barcos y generan una señal de humo. Al observar el humo, los nativos descienden a la costa y depositan una cantidad equivalente de oro junto a los bienes y se retiran a una distancia prudente.
Los cartagineses regresan al lugar, evalúan la cantidad de oro y, si consideran que representa un precio justo por sus mercancías, lo recogen y se marchan. Si, por el contrario, les parece insuficiente, retornan a sus embarcaciones y esperan de nuevo. Los nativos entonces regresan y añaden más oro hasta que ambas partes estén conformes.
Hay una honradez absoluta en ambas partes: los cartagineses nunca tocan el oro hasta que consideran igualado el valor de los bienes ofrecidos, y los nativos nunca tocan los productos hasta que el oro ha sido retirado."

## Comerciantes Banyan
W.S.W. Ruschenberger, M.D., en Zanzíbar en 1835, describe los comerciantes de Banyan, luego cita "Establecimientos ultramarinos. Tom III. Madrid 1786" (Raynal, Guillaume-Thomas-François, abbé (Scandate: 20071026) [Originalmente publicado 1785].   Historia política de los establecimientos ultramarinos de las naciones europeas, Volume 3 (Google eBook). Madrid: Antonio de Sancha. Scandate: 20071026. OCLC 14135206.
....Un tiempo muy corto les bastó para tramitar el negocio más importante. Por lo general trataban en bazares; el vendedor dijo el precio de sus bienes con voz apagada y en pocas palabras; el comprador respondido tomando su mano, y de cierta manera doblando y extendiendo los dedos, explicó qué rebaja deseaba en el precio. La negociación a menudo concluía sin hablar una palabra y, para ratificarlo, la mano era otra vez tomada en token de su inviolabilidad....

Tal eran los banyanos pasados tres siglos, y tenemos razones para pensar que no han sido cambiados del todo.